# .us
.us es el dominio de nivel superior geográfico (ccTLD) para Estados Unidos.